# Stanko Majcen
Stanko Majcen, slovenski dramatik in pesnik, pravnik, politik, * 29. oktober 1888, Maribor, † 16. december 1970, Maribor.

## Življenje
Stanko Majcen, sin Gabriela Majcna, je obiskoval ljudsko šolo in gimnazijo v Mariboru, kjer je leta 1908 maturiral in po enoletni vojaški službi odšel na Dunaj študirat pravo (1909–1913), 1915 je tam tudi doktoriral. 
Leta 1914 je vstopil v politično upravno službo pri deželnem namestništvu v Gradcu. Prvo svetovno vojno je najprej preživel na fronti in nato na zdravljenju, na koncu pa v avstro-ogrski upravno vojaški službi v okupiranem Beogradu. Leta 1924 je bil imenovan za okrajnega glavarja v Mariboru, 1928 za vodjo kabineta notranjega ministra v Beogradu, 1935 za podbana Dravske banovine v Ljubljani. 
Ob nemškem napadu na Jugoslavijo je ukazal v Ljubljani uničiti policijske kartoteke in s tem okupatorju otežil nadzor. Od 1943 je bil pomočnik predsednika Ljubljanske pokrajine Leona Rupnika, od 1944 njegov namestnik. Njegov sin edinec je spomladi 1945 vstopil v vrste jugoslovanske kraljevske vojske in je bil likvidiran ob koncu vojne, kar ga je zaznamovalo do konca življenja. Po koncu vojne leta 1945 je bil upokojen. Od 1948 je živel v Mariboru, umaknjen iz javnega življenja in v stikih s slovensko politično emigracijo v Argentini. Do smrti je živel v revščini in si je pomagal s prodajanjem povrtnine, ki jih je pridelal na domačem vrtu. 

## Delo
France Koblar v delu Slovenska dramatika (1973) pravi:
- "Majcen je najznačilnejši po kulturnem obzorju, psihološki pronicljivosti in samosvojem oblikovanju. Kakor v njegovi liriki in pripovednih delih ni nič zanesenega, temveč do skrajnosti zadržan in do prozornosti prečiščen tok misli in predstav, tako je njegova dramatika skoraj drobno rezljanje podob iz velikega gradiva, pritišana in vznemirljiva govorica prikrite resničnosti. Daleč je od vsake romantike, skrivnostna mu je samo sedanjost, rekli bi, da išče njene metafizike. Precejšnji del njegovih zgodb zajema snov iz svetovne vojne in prenaša veliko dogajanje v skoraj vsakdanje podobe, iz katerih odseva vsa usodna razsežnost velikega časa." (Koblar 1973: 113)

Majcen je poleg strokovnih člankov pisal tudi literaturo. Napisal je več ekspresionističnih pesmi, a jih ni izdal v knjigi. Objavil je črtice iz Slovenskih goric in iz življenja na fronti. Njegovo najboljše delo je drama Kasija (1919), ki se dogaja na koncu prve svetovne vojne v Beogradu. Govori o razmerju med srbsko lepotico in slovenskim častnikom ter podaja kritično podobo oficirske družbe pod avstrijsko okupacijo. Izbrano delo v dveh knjigah je uredila in mu napisala dve spremni študiji Marja Boršnik (1967). Pod vtisom osebne tragedije in slovenske politične diaspore sta po drugi svetovni vojni nastali obsežna, estetsko neizenačena pesniška zbirka Iz zapuščine in sarkastična političnopolemična drama Revolucija, njegov opus pa se je zaključil s formalno šibko zbirko otroške poezije Dajdica in z razigrano komedijo o presvitlem vladarju Cesar Janez.

## Obravnave Majcnovega dela

### Poezija
Denis Poniž ima Majcna za pesnika apokalipse, saj sta slutnja kataklizme in apokaliptika (v pomenu spekuliranja o skrivnostih človeka, sveta in Boga) prisotni že v njegovih zgodnjih pesmih, vrh pa dosežeta v vojnem ciklu, kjer opisuje videnje prve svetovne vojne in apokaliptično občutenje nesmiselne smrti. Strukturo in tematiko Majcnove poezije pa obravnava France Bernik. Prve pesmi, preproste po vsebinski sporočilnosti, je napisal v slogu ljudskih pesmi in so izhodišče za kasnejšo čustveno-razpoloženjsko liriko. Zanjo je po Berniku značilna harmonična razpoloženjskost, vedrina, sproščena senzibilnost ob naravi ter privzdignjeno ljubezensko čustvo. Nekako v obdobju slovenskega ekspresionizma (1923-1925) so nastale pesmi, ki izražajo, v nasprotju s prejšnjimi, disharmonijo. Bernik jih je razdelil na erotične in eksistencialne pesmi. Slednjim je osrednji motiv tanatološki kot tudi tistim, ki so nastale v tretjem obdobju Majcnovega pesnikovanja, po zanj prelomnem letu 1945. Objavljene so bile v Buenos Airesu v prvi in edini pesniški zbirki Dežela leta 1963. Tragična izguba edinega sina izpolnjuje doživljajsko vsebino dveh temeljnih ciklov, Kočevski Rog in Stara mati. V povojnem obdobju pa se Majcnovi poeziji priključi še otroška, ki jo je obdelala Alenka Glazer. Ob študiji otroškega ciklusa Dajdica je ugotovila, da rastejo pesmi od izrazito otroških k vedno bolj osebno izpovednim, sanjsko hrepenenjskim ter elegično ljubezenskim, kar je za Glazerjevo izjemno, saj so vse pesmi vendarle namenjene resnični deklici Dajdici.
V spisu Majcnova zgodnja poezija in njena literarnozgodovinska konotacija je France Pibernik najprej na kratko opredelil genezo dveh zgodnjih rokopisnih zbirk Prijatelj sveta (1915) in Zemlja (1925), vpliv Karla Krausa in Else Lasker-Schüler in slovenskih sodobnikov na pesnika Majcna, predvsem pa usodo pesnikove poezije v slovenski kritiki. V tridesetih letih imajo vse ocene izrazito ideološki predznak, šele v zadnjih letih dosegajo pravo objektivnost, kar je po Piberniku povezano z avtorjevo rehabilitacijo. Prej omenjeno harmonijo oziroma disharmonijo v Majcnovi poeziji lahko povežemo s pojmom prestabilirane harmonije med svetom harmoničnih enot in med jezikom ali svetom besed obstaja popolno soglasje. To je temeljni zakon Majcnove poetike besede, ki jo je ob prebiranju pesnikovih vrednotenj del svojih sodobnikov zapisal Franc Zadravec. Temelj te poetike pa je doživeta beseda, saj lahko le takšna odpira nova duhovna obzorja.

### Proza
V drugo skupino sodi Majcnovo prozno ustvarjanje. Jože Pogačnik v razpravi Stanko Majcen in književna tradicija analizira Cankarjevega Hlapca Jerneja (1907) in Majcnovo novelo Novi ljudje (1913) ter išče filiacijo med njima. Očitek, da je delo napisal v opoziciji (najbrž ideološki) zoper Cankarja, je Majcen zanikal. Vendar je, kot je zapisal Pogačnik, moral delo in odmeve nanj poznati. Iz tega izhaja tudi teza, da nastane umetniško delo v kontekstu ali na ozadju tradicij. Čeravno je Hlapec Jernej upornik, sin prevaranega viničarja Markuša pa konformist, se v obeh delih svet-za-človeka spremeni v svet-zoper-človeka. K temu pa Pogačnik še pripominja, da je treba brati Cankarja skozi alegorično optiko, Majcna pa realistično. Tudi Gregor Kocijan (Majcnova kratka pripovedna proza) omenja pomen realistične tradicije, a meni, da se je kasneje odmaknil od te tradicije in se približal ekspresionizmu, zaradi občutka za socialna razmerja pa celo pripovedništvu socialnih realistov. Vrednostno je njegova kratka proza po Kocijanu povsem primerljiva s prozo tedaj vidnejših pripovednikov (Milan Pugelj, Izidor Cankar, Ivan Pregelj).
Po sedemnajstletnem molku je sredi druge svetovne vojne leta 1944 Majcen objavil zbirko legend Bogar Meho, njihov glavni prijem je po Marjanu Dolganu (Utelešene skrivnosti ali Majcnove legende) dogajalni preobrat ali paradoks, saj se nobena od legend ne konča kot v evangeliju. V svojem referatu Dolgan odkrije tudi nekatere aktualno politične aluzije. Dolgan meni, da gre za najboljši cikel legend v slovenskem pripovedništvu.
V referatu Majcnov avtobiografski fragment med spominom in podoživljanjem Miran Hladnik transformira stran in pol Majcnovega teksta Detinstva v dve varianti: v spominsko in podoživljajsko. Prva interpretira nejasna mesta v izvirniku, druga pa izpušča izkušenjske izjave. S to metodo je avtor dokazal, da se je pripovedovalec povsem potopil v otroško zavest – pišoči jaz se je identificiral z doživljajskim jazom, distanca med njima pa je zmanjšana ali izničena.

### Dramatika
Tretji del predstavlja Majcnovo najpomembnejšo zvrst, dramatiko. Lado Kralj razmišlja o možnostih današnje percepcije, upoštevaje določen Zeitgeist. Ugotavlja, da je bila takratni recepciji bližja Majcnova dramatika, ki upošteva Maeterlinckovo dramaturgijo, današnji pa tista, ki upošteva tršo, Ibsnovo (Revolucija). O tem pa Kralj zapiše še temeljni konstanti Majcnove dramatike : pacifizem kot etični imperativ in odpor proti vsakršnemu nasilju ter skrajna kritičnost do lumpenproletarske množice. Komedija Cesar Janez, ki jo je vzel pod drobnogled Taras Kermauner, kaže Majcnovo kritičnost do predvojne družbe, ki je povsem drugačna od levičarskih piscev, predvsem zaradi Majcnovega visokega mesta v njej. Kermauner nakazuje dramatikova srečevanja z vprašanjem lokalnega samodrštva in ukinjanja strankarskega sistema. Poseben pomen ima kralj, ki ni nazadnjaški srbski monarh, marveč predstavlja idealizirano dramatikovo željo, ob lokalnih cesarjih pa je nemočen.
Dimitrij Rupel primerja Majcnovo dramo Revolucija (1951) z dramo Dušana Pirjevca Ljudje v potresu (1947); oba sta drami napisala zgolj zase, a sta, po Ruplovem mnenju, tudi v tem zasebnem smislu utemeljitelja slovenskega eksistencializma. V spisu Dvorni pisatelj zgubljenega kraljestva Rupel razpravlja še o delu Moji spomini na Antona Korošca (1971), domala hagiografiji in glorifikaciji, ki je precej podobna Vidmarjevi podobi Edvarda Kardelja v Obrazih (1979). S tem pa Rupel tudi zaokroža svoj kulturnopolitični profil Stanka Majcna, pisatelja, konservativca, politika in podbana.
Sklepni referat Ljubezen v času kolere prinaša pogled na Majcnovo korespondenco od zgodnje ljubezenskih do pisem sodobnikom in prijateljem. Izbral jo je urednik Majcnovega zbornika Goran Schmidt, ki je naš največji poznavalec Majcnovega dela. Pred leti si je prizadeval uprizoriti dramo Revolucija, leta 1988, ob 100-letnici rojstva pa je izdal tri njegove drame in napisal Oris življenja in dela Stanka Majcna.